# 143-я бронетанковая дивизия «Амуд ха-Эш»
143-я бронета́нковая диви́зия «Аму́д ха-Эш» (ивр. אוגדה 143, עוצבת עמוד האש‎) — расформированная в 2014 году резервная бронетанковая дивизия в составе Северного военного округа Армии обороны Израиля.
В прошлом дивизия была дислоцирована в Южном военном округе, где была известна под номерами 31 (1964—1968), 143 (1968—1974), 611 (1974—1986) и 560 (1986—2004). В 2004 году дивизия была расформирована, и её идентификация была передана дивизии Северного военного округа «Этгар», ранее известной под номерами 78 и 90. В 2014 году окончательно расформирована.

## Состав
Накануне расформирования в Южном военном округе в состав дивизии входили:
- 84-я пехотная бригада «Гива́ти»
- 600-я бронетанковая бригада «Нетиве́й ха-Эш»
- 8-я резервная бронетанковая бригада «Ха-Заке́н»
- 973-я артиллерийская бригада «Ашдо́т»
- 603-й инженерный батальон дивизионного подчинения «Ла́хав»
- Дивизионная часть тылового обеспечения

Прошлый состав не соответствует составу дивизии в период деятельности в Северном военном округе.

## История

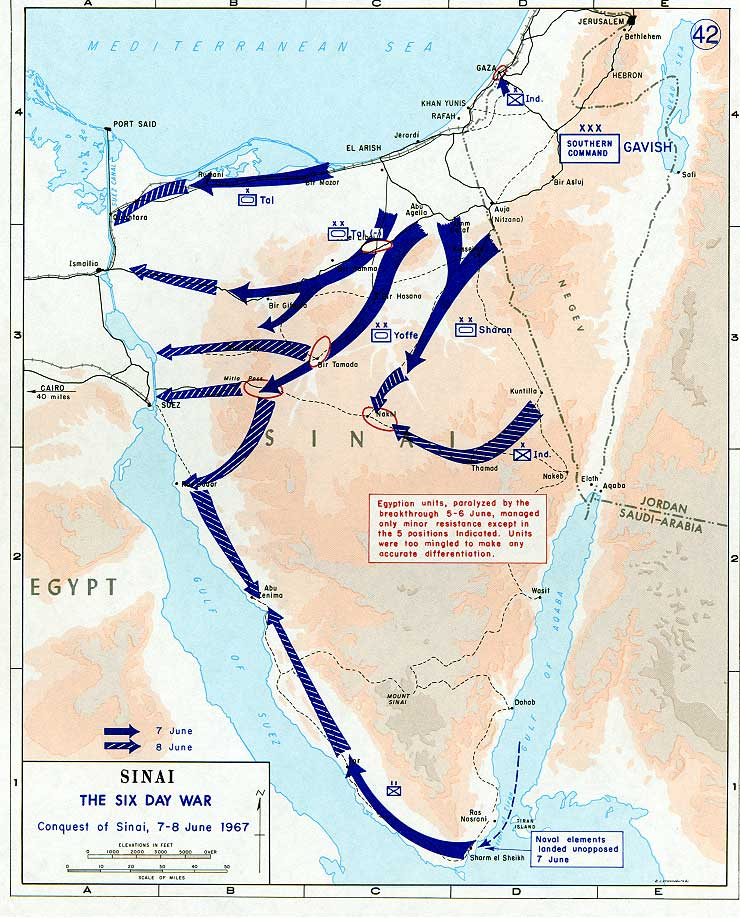
Шестидневная война: Операция на синайском фронте

Дивизия была сформирована в 1964 году в Южном военном округе в качестве 31-й резервной бронетанковой дивизии. Первым штабом дивизии стало здание полиции Беэр-Шевы.

### Участие в Шестидневной войне
В ходе Шестидневной войны 1967 года на силы дивизии (под номером 31) под командованием Авраама Йоффе, тогда включавшие 520-ю бронетанковую бригаду «Ха-Сус ха-Дохер» под командованием Эльханана Селы, 200-ю бронетанковую бригаду «Эгроф ха-Барзель» под командованием Иссахара Шадми, 214-ю артиллерийскую бригаду и две военно-инженерные роты, приняли участие в операции по захвату Синайского полуострова на египетском фронте.
Продвигаясь южнее линии наступления 84-й дивизии под командованием Исраэля Таля и северней линии наступления 38-й дивизии под командованием Ариэля Шарона, силы дивизии прошли через труднопроходимый район дюн Вади-Харидин, после чего заняли перекрёсток Бир-Лахфан с целью заградить пути переброски египетских подкреплений на оборону Эль-Ариша от атаки 84-й дивизии.
Отбив наступление египетских танков в Бир-Лахфане, 6 июня в танковом бою силы дивизии заняли Джебель-Либни. 7 июня дивизия захватила в течение дня Бир-эль-Хасану и Бир-Тамаду, а к вечеру разместила перекрытие в горном перевале Митла и нанесла удар по отступающим египетским войскам.
9 июня силы дивизии разделились и направились к Суэцкому каналу через перевал Митла и через Бир-Гиди, в то время как дополнительная сила дивизии следовала к городу Рас-Судар через дорогу Джунди. По окончании войны захват Синайского полуострова был завершён.
В 1968 году штаб командования дивизии перешёл на базу Сде-Тейман.

### Участие в Войне Судного дня

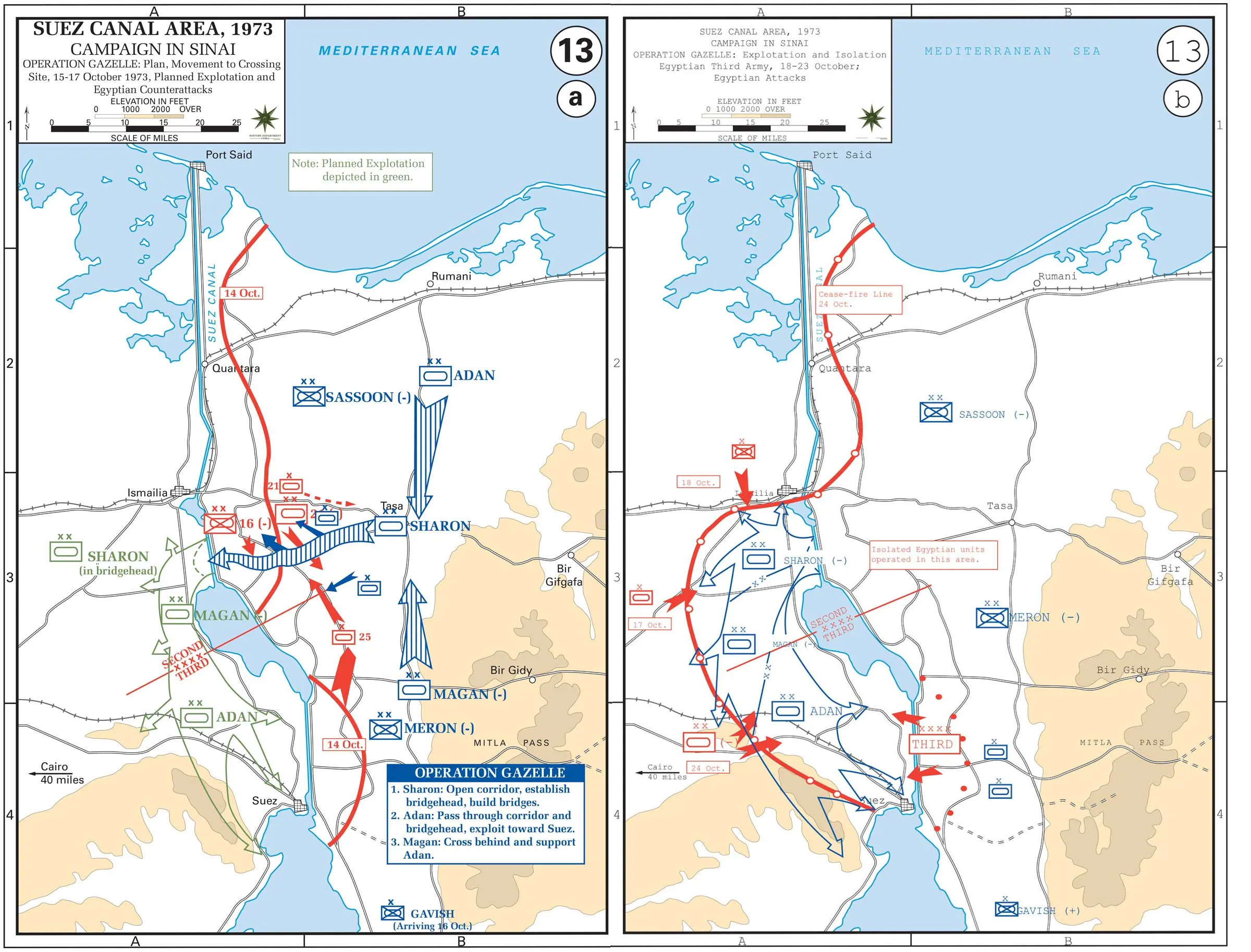
Война Судного дня: Операция на синайском фронте

В ходе Войны Судного дня 1973 года силы дивизии (под номером 143), которые возглавил экстренно вызванный генерал-майор запаса Ариэль Шарон, вновь приняли участие в боях на египетском фронте.
В состав дивизии во время войны вошли 14-я бронетанковая бригада «Ха-Махац» под командованием Амнона Решефа (переведена на время войны из 252-й дивизии «Синай»), 421-я бронетанковая бригада под командованием Хаима Эреза, 600-я бронетанковая бригада «Нетивей ха-Эш» под командованием Тувьи Равива, 247-я десантная бригада «Ход ха-Ханит» под командованием Дани Мата, 87-й бронетанковый рекогносцировочный батальон под командованием Бенци Кармели, артиллерийские силы под командованием Яакова Акнина и военно-инженерные силы под командованием Аарона Тене.
После сбора сил дивизии 7 октября было принято решение Начальника Генштаба Давида Элазара оставить дивизию в позиции между Большим Горьким озером и озером Эт-Тимсах, используя её в случае необходимости в качестве подкрепления пошедшей в контратаку 162-й бронетанковой дивизии. Вследствие первичного впечатления об успехе израильской контратаки утром 8 октября, был отдан приказ начать переброс сил 143-й дивизии к южной части Суэцкого канала. Когда вскоре после этого 162-я дивизия наткнулась на ожесточённый отпор египетского противотанкового оружия, попытка направить 143-ю дивизию на подмогу 162-й дивизии оказалась слишком запоздалой.
9 октября дивизия была вовлечена в бои с египетскими войсками. В ходе боёв передовым силам дивизии удалось обнаружить слабое звено в обороне противника: место стыка Второй и Третьей египетских армий чуть северней Большого Горького озера, однако, не получив разрешения командования форсировать Суэцкий канал, силы дивизии были вынуждены отступить, понеся тяжёлые потери. В ожидании египетской атаки дивизия продолжала наращивать силы до 14 октября, когда ей удалось с малыми потерями отбить египетскую атаку.
15 октября израильские войска перешли в атаку. На 143-ю дивизию было возложено исполнение операции «Абирей Лев», начавшуюся с битвы за «Китайскую ферму» с целью получить доступ к берегу Суэцкого канала. Вслед за этим силы 247-й бригады дивизии форсировали канал на месте стыка двух египетских армий, что позволило начать возведение понтонных мостов для пересечения канала силами 143-й и 162-й дивизий. Форсирование канала послужило переломным моментом войны на египетском фронте.
Дивизия была последним израильским формированием, в феврале 1974 года покинувшим западный берег Суэцкого канала.

### Дальнейшая история
В Первой ливанской войне дивизия (под номером 611) исполняла роль тылового резерва и не приняла прямого участия в боевых действях.
1 января 2004 года дивизия (под номером 560) была расформирована.
В 2007 году идентификация дивизии (прозвище, эмблема и один из прошлых номеров — 143) была передана основанной в ходе Первой ливанской войны дивизии Северного военного округа «Этгар», ранее известной под номерами 78 и 90.
В 2014 году дивизия была окончательно расформирована.
В сентябре 2015 года номер дивизии был присвоен территориальной дивизии «Газа», дополнительно сменившей своё прежнее прозвище «Шуалей ха-Даром» (ивр. שועלי הדרום‎ Лисы Юга) на прозвище «Шуалей ха-Эш» (ивр. שועלי האש‎ Огненные лисы) в память о дивизии.

## Командиры дивизии
| Имя                          | Период    | Комментарий |
| Авраам Йоффе                 | 1964—1969 | Командир дивизии в ходе Шестидневной войны; в дальнейшем генерал-майор (алуф) |
| Мордехай (Мота) Гур          | 1969      | В дальнейшем генерал-лейтенант (рав-алуф), 10-й Начальник Генштаба армии |
| Исраэль «Талик» Таль         | 1970—1972 | В дальнейшем генерал-майор (алуф) |
| Герцель Шафир                | 1972      | В дальнейшем генерал-майор (алуф) армии и генерал-лейтенант (рав-ницав) полиции; 7-й Генеральный инспектор Полиции Израиля                                                               |
| Шмуэль Гонен (Городиш)       | 1972—1973 | В дальнейшем генерал-майор (алуф) |
| Ариэль Шарон                 | 1973      | Командир дивизии в ходе Войны Судного дня в звании генерал-майора (алуф); экстренно назначен на пост вскоре после выхода в запас; в дальнейшем министр обороны и премьер-министр Израиля |
| Йекутиэль Адам               | 1974      | В дальнейшем генерал-майор (алуф) |
| Дов Тамари                   | 1974      | |
| Яаков (Джеки) Эвен (Эпштейн) | 1974—1975 | В дальнейшем генерал-майор (алуф) |
| Авраам Ротем                 | 1975—1978 | В дальнейшем генерал-майор (алуф) |
| Эхуд Барак                   | 1978—1980 | В дальнейшем генерал-лейтенант (рав-алуф), 14-й Начальник Генштаба армии, министр обороны и премьер-министр Израиля                                                                      |
| Шай Тамари                   | 1980—1982 | |
| Хагай Регев                  | 1982—1986 | |
| Йорам «Йя-йя» Яир            | 1986—1987 | В дальнейшем генерал-майор (алуф) |
| Ицхак Эшель                  | 1987—1988 | |
| Узи Даян                     | 1988—1990 | В дальнейшем генерал-майор (алуф) |
| Дорон Альмог                 | 1990—1991 | В дальнейшем генерал-майор (алуф) |
| Йоси Раве                    | 1991—1993 | |
| Миха Тамир                   | 1993—1996 | |
| Амос Бен-Хаим                | 1996—1999 | |
| Мони Хорев                   | 1999—2001 | |
| Илан Харари                  | 2001—2004 | Последний командир дивизии до её расформирования в Южном военном округе |
| Эяль Замир                   | 2007—2009 | Первый командир дивизии под новым номером в Северном военном округе; в дальнейшем генерал-лейтенант (рав-алуф), 24-й Начальник Генштаба армии                                            |
| Хагай Мордехай               | 2009—2011 | |
| Гай Гольдштейн               | 2011—2014 | |